# 藪波村
藪波村（やぶなみむら）は、かつて富山県西礪波郡にあった村。現在の小矢部市中南部の薮波地区で、全域に散居村が広がる。北陸自動車道の小矢部川サービスエリアも地区内にある。
村名は、万葉集の大伴家持の歌『荊波の里に宿借り春雨にこもりつつむと妹に告げつや』による。荊波の里の意味は、家持が砺波地方を巡視した頃、当地方は未開の地で雑草、雑木の薮原であったことが由来となっている。

## 沿革
- 1889年（明治22年）4月1日 - 町村制の施行により、礪波郡四日町村、石坂出村、下次郎島村、高木村、浅地村の区域の一部、安養寺新村の区域の一部、戸久新村の区域の一部、島出村の区域の一部、島村の区域の一部、茄子島村の区域の一部、名畑村の区域の一部及び経田村の区域の一部の区域をもって、礪波郡藪波村が発足する。
  - 当初は、浅地村外12ヶ村の戸長役場管轄を藪波村、小森谷村外15ヶ村を管轄する蟹谷村という原案であった（これは富山県より諮門されていた）。しかし、両村中央部の平桜村外6ヶ村が反対し、同区域で1村の新設を主張したことから、二村分立は区域が過大であるとの見解が成立し、西部を北蟹谷村、中部を東蟹谷村、東部を藪波村として調整されたといわれている[4]。
- 1890年（明治23年） - 旧戸長役場の当時から借り受けていた仲平宅を引き続き借り受け、村役場を開始[5]。
- 1896年（明治29年）3月29日 - 郡制の施行のため、礪波郡が分割して、西礪波郡が発足により、西礪波郡に所属となる。
- 1901年（明治34年）4月 - 独立の村役場庁舎が建設開庁（1900年〔明治33年〕に石動町より民家を買い受け改造。建設総経費は530円）[6]。
- 1927年（昭和2年）10月 - 津沢町の宮永企業場の住宅総木當造の建物を買い取り一部改造し、役場庁舎とする、年内に建築が終了し、1928年（昭和3年）3月27日に設備完了し開庁式が挙行される。以降は砺中町発足まで村役場として使用され、その後は藪波公民館となった[6]。
- 1954年（昭和29年）7月20日 - 西礪波郡津沢町、藪波村及び水島村が合併して、西礪波郡砺中町が発足する。
  - 津沢町を中心とする合併案作成について、藪波村では一部分村して石動、津沢両町に合併する意見もあったが、分村は村の立場を考えると不利であるとして、挙村一致の態勢で津沢町へ合併する事を決めた[7]。

## 歴代村長
出典→
1. 仲平（1889年8月 - 1890年4月）
2. 兜谷徳平（1890年4月18日 - 1894年4月27日）
3. 柴田久一郎（1895年3月20日 - 1899年4月27日）
4. 石野藤作（1899年4月14日 - 1901年3月1日）
5. 柴田久一郎（1901年3月14日 - 1903年6月7日死亡）
6. 吉岡良作（1903年7月15日 - 1928年10月3日）
7. 林田長作（1928年10月20日 - 1938年1月28日）
8. 石野庄作（1938年2月5日 - 1944年12月27日）
9. 佐土外松（1945年1月22日 - 1945年11月16日）
10. 吉岡太郎平（1945年12月3日 - 1946年12月9日）
11. 西尾竹次郎（1947年4月6日 - 1954年9月合併により失職）